# Jasmonate

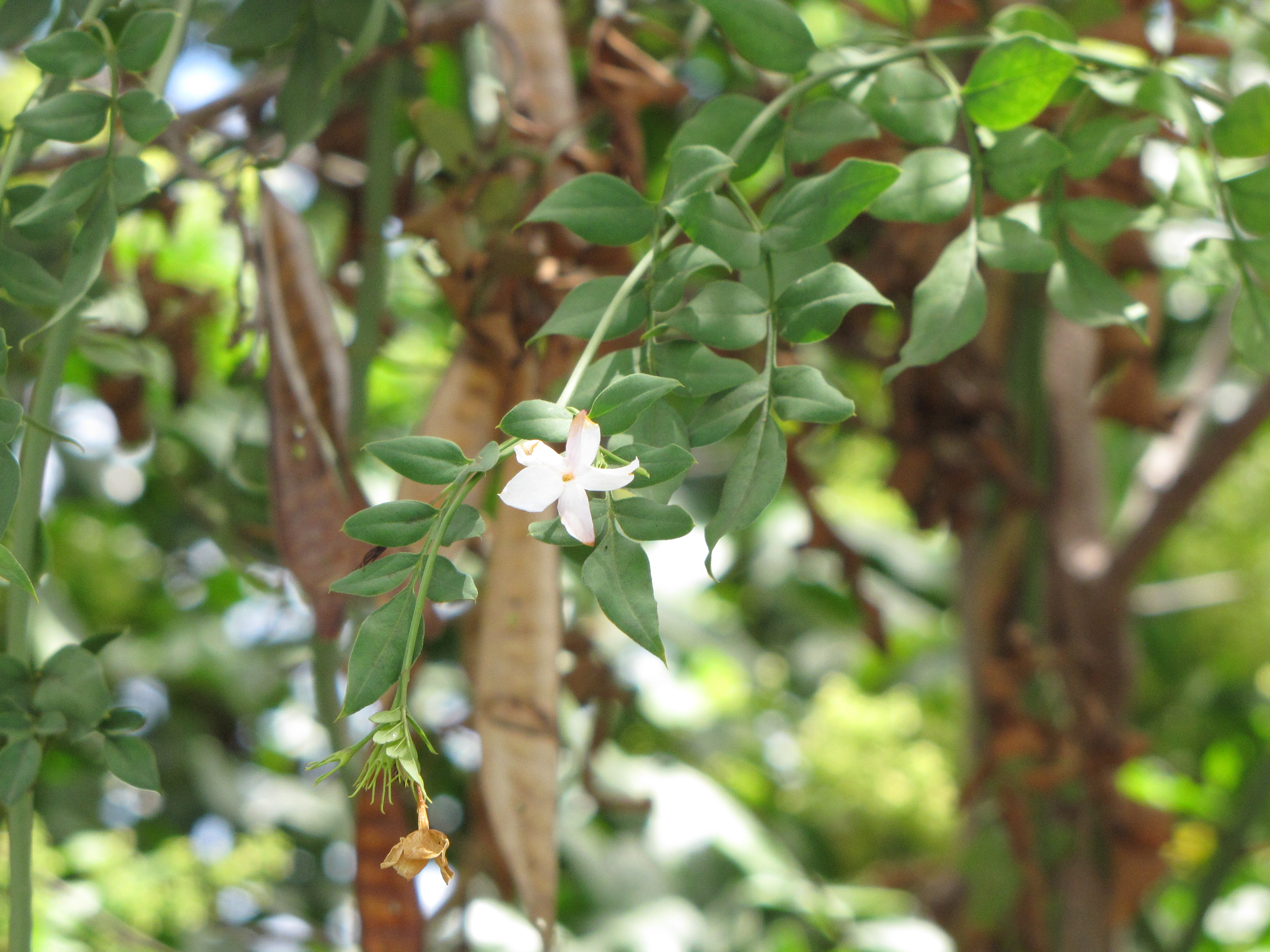
Jasmin (Jasminum grandiflorum)

(Z)-(3R,7R)-Methyljasmonat (1,7 % in Jasmin-Absolue)

(Z)-(3R,7S)-Methyljasmonat (0,2 % in Jasmin-Absolue)

Die Jasmonate sind eine Gruppe von Phytohormonen aus der Gruppe der Oxylipine, die sich von der Jasmonsäure ableiten. Wie bei anderen Pflanzenhormonen werden den Jasmonaten sowohl aktivierende als auch inhibierende Funktionen zugeschrieben. Es wurden sowohl synergistische als auch antagonistische Wirkungen auf andere Hormone beobachtet.
Der Name stammt von der Pflanze Jasmin, in welcher Jasmonate erstmals entdeckt wurden.

## Jasmonat-induzierte Proteine
In allen Pflanzenarten wurden so genannte Jasmonat-induzierte Proteine (JIPs) gefunden, deren Akkumulation durch Derivate der Jasmonsäure hervorgerufen wird.
- Akkumulation durch Trocknung oder Akkumulation von Auxin,
- Jasmonat-induzierte Proteine fehlen in den Wurzeln, gebleichten Blättern und Chlorophyll-defizienten Blättern. In etiolierten (vergeilten) Blättern liegen sie jedoch vor.

## Wirkungen
- Wachstumshemmung,
- Förderung der Seneszenz,[5]
- Stimulation der Wundreaktion, Induktion von Wundfaktoren[5]
- Hemmung der vorzeitigen Keimung ölhaltiger Samen von Brassica und Linum,[6]
- Förderung der Knollenbildung,
- Förderung der Fruchtreife und Fruchtabszission,
- Förderung der Bildung von Pigmenten,
- Bedeutung bei der Herbivorabwehr durch Proteaseproduktion.